# Chivot

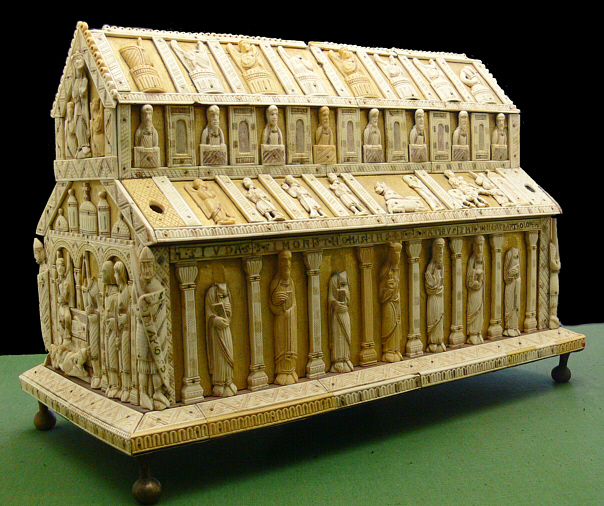

Chivotul  reprezintă  o  biserică în  miniatură  în  care  se  păstrează  Sfintele Taine  pentru  împărtășirea  credinciosilor.
La ortodocși, un chivot poate conține și moaștele unui sfânt.

## Vezi și
- Chivotul Legământului